# یواس‌اس پیناکل (ام‌اس‌او-۴۶۲)
یواس‌اس پیناکل (ام‌اس‌او-۴۶۲) (به انگلیسی: USS Pinnacle (MSO-462)) یک کشتی بود که طول آن ۱۷۲ فوت (۵۲ متر) بود. این کشتی در سال ۱۹۵۵ ساخته شد.